# Juncus gerardii
Juncus gerardii é uma espécie de planta com flor pertencente à família Juncaceae. 
A autoridade científica da espécie é Loisel., tendo sido publicada em Journal de Botanique, rédigé par une société de botanistes 2: 284. 1809.

## Portugal
Trata-se de uma espécie presente no território português, nomeadamente os seguintes táxones infraespecíficos:
- Juncus gerardii subsp. gerardii - presente em Portugal Continental. Em termos de naturalidade é nativa da região atrás referida. Não se encontra protegida por legislação portuguesa ou da Comunidade Europeia.